# 金重协
金重协（韓語：김중협，？—），北韓政治人物，曾任職《勞動新聞》責任主編和朝鮮勞動黨中央委員會候補委員，但後來均被免職。

## 生平
金重协在1992年12月入選黨中央委員會的候補委員名單。1994年7月，最高領導人金日成離世，金重协被繼任人金正日列為治葬委員會的成員。2003年9月，他被委任為科學百科全書出版社的社長兼責任主編。2007年2月，接替崔七男出任黨報《勞動新聞》的責任主編。2009年4月的最高人民會議中首次當選為代議員。在隨後的一年，他先後被免去《勞動新聞》責任主編和黨中央委員會候補委員的職務。雖然如此，他在2014年的最高人民會議中還是成功連任。

## 資料來源
1. ↑  . 中华人民共和国驻朝鲜民主主义人民共和国大使馆. 2008-12-22  [2020-10-09]. （原始内容存档于2020-10-15）.
2. 1 2 3 4  .   [2014-05-15]. （原始内容存档于2019-07-01）.
3. ↑  "중앙선거위 최고인민회의 제13기 대의원선거결과에 대하여" 《勞動新聞》 2014 3 11